# Defensoría del Pueblo del Perú
La Defensoría del Pueblo es un órgano constitucional autónomo creado por la Constitución Política del Perú de 1993. Tiene sede en la ciudad de Lima, capital del Perú, y tiene representación en todo el territorio peruano.
El Defensor del Pueblo es el titular de la Defensoría nacional. Representa y dirige la institución. Es elegido por el Congreso de la República por un período de cinco años. Goza de total independencia para el cumplimiento de las funciones que la Constitución le confiere. Se rige por la Constitución y su Ley Orgánica.
El Defensor del Pueblo busca una solución a problemas concretos antes de acusar a alguien. En consecuencia, no dicta sentencias, ni ordena detenciones. Su poder descansa en la persuasión, en las propuestas de modificación de conducta que formule en sus recomendaciones, en el desarrollo de estrategias de protección preventiva, en la mediación que asume para encontrar soluciones y en su capacidad de denuncia pública en casos extremos.
A su vez, es el titular de la institución, la representa y la dirige. Para ser elegido requiere como mínimo el voto favorable de las dos terceras partes del Congreso de la República. Su mandato dura cinco años. Goza de total independencia para el cumplimiento de las funciones que la Constitución le confiere.

## Misión
La Defensoría del Pueblo es un órgano constitucional autónomo creado por la Constitución de 1993. Su misión es proteger los derechos constitucionales y fundamentales de la persona y de la comunidad; supervisar el cumplimiento de los deberes de la administración del Estado y la prestación de los servicios públicos a la población. La Defensoría del Pueblo es, pues, un colaborador crítico del Estado que actúa, con autonomía, respecto de cualquier poder público o privado, en nombre del bien común y en defensa de los derechos de la ciudadanía. En razón de ello, ejerce su mandato con objetividad, profesionalismo y responsabilidad, nunca por oposición arbitraria o injustificada frente al Estado. El defensor del pueblo no puede ni acusar ni denunciar al acusado ya que él busca una solución al conflicto.

## Defensores del Pueblo
| Período   | Defensor                     | Notas |
| --------- | ---------------------------- | --- |
| 1996-2000 | Jorge Santistevan de Noriega | El jurista Jorge Santistevan de Noriega fue el primer Defensor del Pueblo en Perú (1996-2000). |
| 2000-2005 | Walter Albán                 | Defensor del Pueblo encargado. Del 29 de septiembre de 2000 - 29 de septiembre de 2005 |
| 2005-2011 | Beatriz Merino               | El 29 de septiembre de 2005 Beatriz Merino fue elegida como Defensora del Pueblo por un período de 5 años. De esta manera, se convirtió en la primera mujer en ocupar el cargo de Defensor del Pueblo.                                                    |
| 2011-2016 | Eduardo Vega Luna            | Desde el 1 de abril de 2011 el abogado Eduardo Vega ejerció el cargo del Defensor del Pueblo (e) de conformidad con la Resolución Defensorial N.º 004-2011/DP, publicada en el Diario Oficial El Peruano el 31 de marzo de 2016                           |
| 2016-2022 | Walter Gutiérrez             | El 6 de septiembre de 2016 Walter Gutiérrez Camacho fue designado (Resolución Legislativa del Congreso 005-2016-2017-CR) como Defensor del Pueblo por un período de 5 años. Prestó juramento ante el Congreso de la República el 7 de septiembre de 2016. |
| 2022*     | Eliana Revollar              | Defensora del pueblo interina. |
| 2023-2028 | Josué Gutiérrez Cóndor       | |

## Competencias de la Defensoría del Pueblo

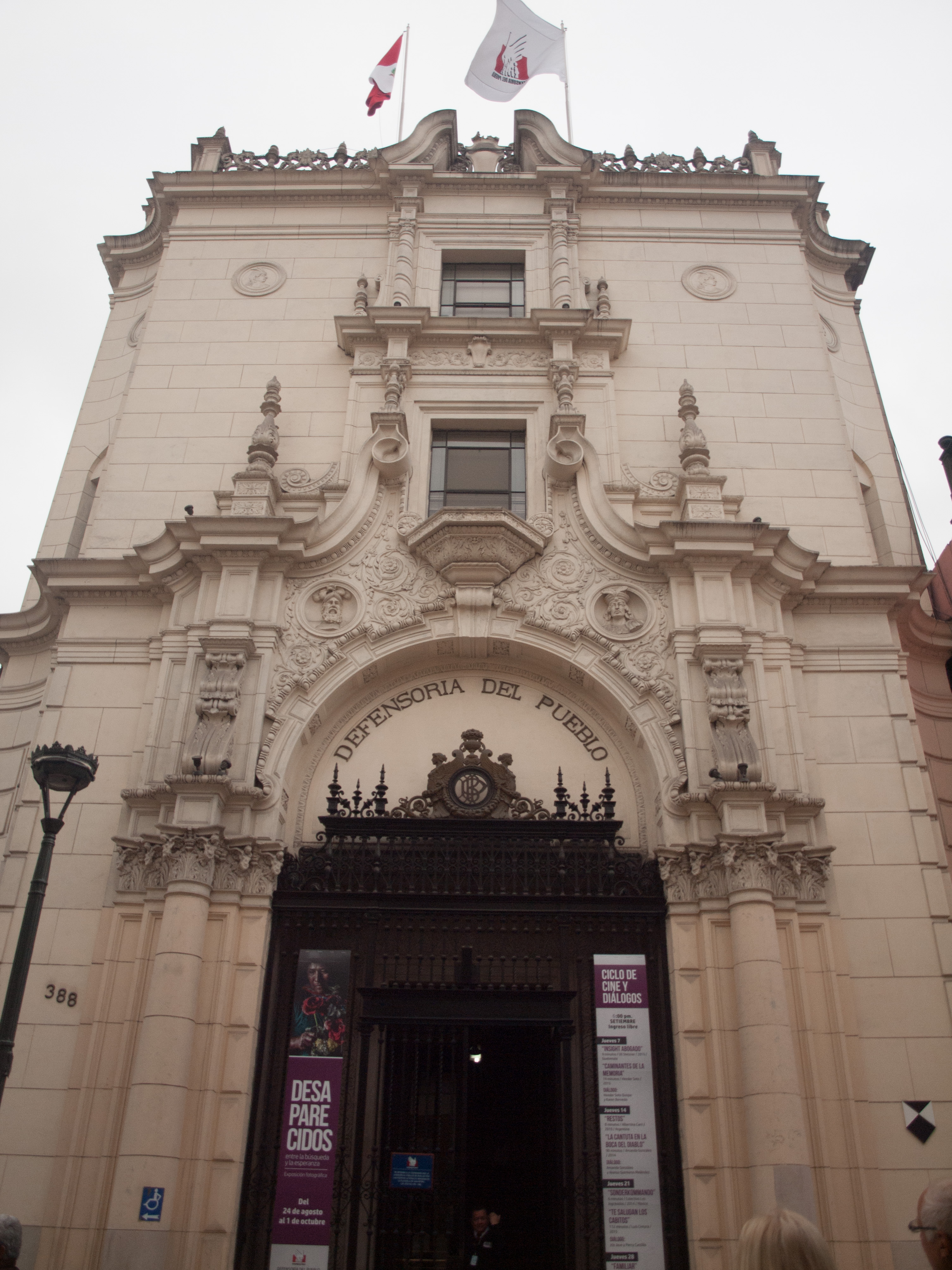
Sede Defensoría del Pueblo del Perú

Según el Artículo 162 de la Constitución Política del Perú de 1993, corresponde a la Defensoría del Pueblo defender los derechos constitucionales y fundamentales de la persona y de la comunidad; y supervisar el cumplimiento de los deberes de la administración estatal.